# 지인호
지인호(1982년 ~ )는 대한민국의 배우이다.

## 연기 활동

### 드라마
- 2014년 tvN 월화 미니시리즈 《마녀의 연애》
- 2017년 SBS 수목 특별기획 드라마 《사임당, 빛의 일기》
- 2017년 tvN 월화 미니시리즈 《이번 생은 처음이라》
- 2020년 JTBC 금토 미니시리즈 《우아한 친구들》

### 영화
- 2014년 영화 《찌라시 : 위험한 소문》 ... 차성주 일당 역
- 2015년 영화 《성난 변호사》 ... 참여재판 배심원 3 역
- 2015년 영화 《조선마술사》 ... 환희단 공연팀 역

### 뮤지컬
- 2013년 뮤지컬 《사랑을 이루어 드립니다.》
- 2013년 뮤지컬 《담배가게 아가씨》

### 연극
- 2010년 연극 《우리가 이렇게 멋지게，어렵게，이룬 모든 것들》
- 2010년 연극 《애자》
- 2011년 연극 《연애특강》
- 2011년 연극 《도둑놈 다이어리》
- 2011년 연극 《연애특강》
- 2013년 연극 《디파이언스》
- 2014년 ~ 2015년 연극 《수상한 흥신소》(강남공연)
- 2014년 ~ 2015년 연극 《수상한 흥신소》(천안공연)
- 2015년 연극 《시크릿 다이어리》(강남공연)
- 2015년 연극 《브라보 마이 라이프》
- 2015년 연극 《브라보 마이 라이프》(수원공연)
- 2015년 연극 《럽스타그램》
- 2016년 연극 《S 다이어리》
- 2016년 연극 《S 다이어리》(천안공연)
- 2016년 연극 《사랑일까?》(대구공연)
- 2016년 연극 《S 다이어리》
- 2016년 연극 《사랑일까?》
- 2016년 ~ 2017년 연극 《둥지》
- 2017년 연극 《운빨로맨스》
- 2018년 연극 《자메이카 헬스클럽》
- 2018년 연극 《내 모든 걸》 ... 서건우 역
- 2019년 연극 《내 모든 걸》 ... 서건우 역
- 2020년 연극 《내 모든 걸》(청주공연) ... 서건우 역
- 2021년 연극 《라면》
- 2021년 연극 《내 모든 걸》(광주공연) ... 서건우 역
- 2021년 연극 《행복총량의 법칙》(광주공연) ... 한지후 역
- 2023년 연극 《내 모든 걸》(청주공연) ... 서건우 역

## 같이 보기
- 김진만 : 연극 《내 모든 걸》을 통해서 같이 호흡을 맞추었다.
- 정다운 : 연극 《내 모든 걸》을 통해서 같이 호흡을 맞추었다.
- 서태이 : 연극 《내 모든 걸》을 통해서 같이 호흡을 맞추었다.
- 김기정 : 연극 《내 모든 걸》을 통해서 같이 호흡을 맞추었다.
- 김대우 : 연극 《내 모든 걸》을 통해서 같이 호흡을 맞추었다.
- 한이연 : 연극 《내 모든 걸》을 통해서 같이 호흡을 맞추었다.